# Manager de fișiere
Manager de fișiere (engleză: file manager), administrator sau gestionar de fișiere, este un program de calculator care oferă o interfață de utilizator pentru a gestiona fișiere și directoare. Managerul de fișiere este necesar pentru a avea acces mai ușor la informație structurând-o după dorințele utilizatorului. Dosarele și fișierele pot fi afișate într-un arbore ierarhic pe baza structurii lor de directoare.

## Istoric
Primii administratori de fișiere au fost creați sub formă de linie de comandă pentru sistemele de operare cu interfețe de utilizator text. Aceștia au reprezentat, în general, unitățile, partițiile și directoarele în distribuția lor fizică reală având un număr limitat de operații. 

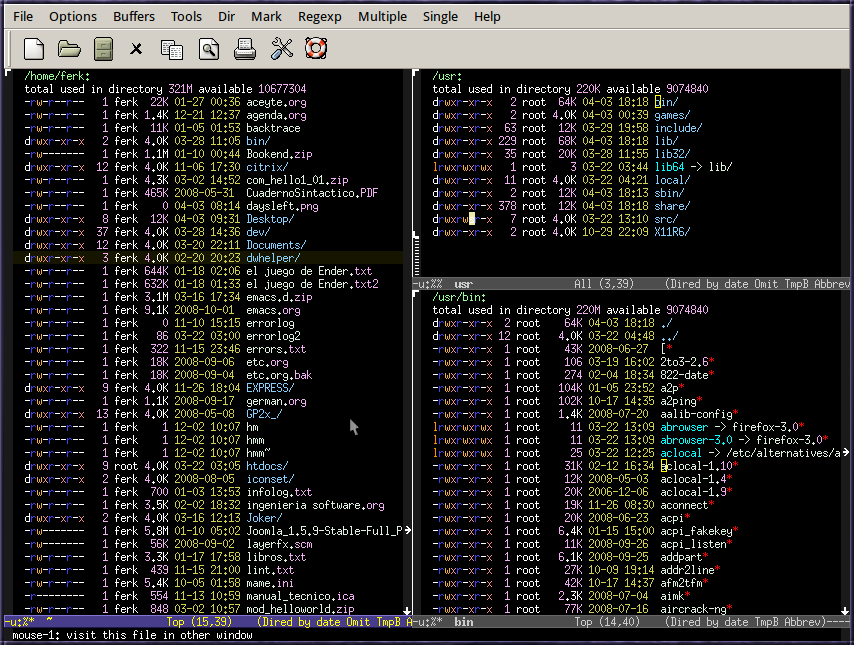
Dired

Primul manager vizual de fișiere care a fost dezvoltat în modul text, a fost Dired în anul 1974, care rula pe BSD. 
PathMinder a fost lansat în 1984, iar Norton Commander versiunea 1.0 a fost lansat în 1986. Acești manageri de fișiere afișează două panouri poziționate simetric în partea de sus a ecranului și folosesc atât tastele funcționale, cât și tastele cheie pentru a manipula fișierele selectate și o fereastră de comandă minimizată, care poate fi extinsă pe ecran complet. Numai unul dintre panouri este activ la un moment dat.
Managerii de fișiere bazați pe Norton Commander continuă să fie dezvoltați în mod activ având în vedere portabilitatea și simplitatea utilizării acestora și există zeci de implementări pentru DOS, Unix, GNU/Linux și Microsoft Windows.
Odată cu apariția interfețelor grafice, au fost dezvoltați managerii de fișiere (GUI) cu funcționalități diferite, cum ar fi capacitatea de a asocia tipurile de fișiere cu programe și a facilitat înțelegerea conceptelor prin reprezentarea grafică a fiecărei resurse, identificată cu o pictogramă.
Principala diferență între aceștia și perechile lor în linie de comandă, este că managerii de fișiere GUI includ memorarea pașilor făcuți într-un istoric, însemnarea paginilor de interes,  și o mare varietate de afișări ale listelor de subdirectoare și ale atributelor fișierelor. en 

## Caracteristici
Cele mai frecvente operațiuni efectuate pe fișiere sau grupuri de fișiere includ crearea, deschiderea (vizualizarea, redarea, editarea sau imprimarea), redenumirea, copierea, mutarea, ștergerea și căutarea fișierelor, precum și modificarea atributelor, proprietăților și permisiunilor de acces. 
Unii administratori de fișiere conțin funcții inspirate de browserele web, cum ar fi butoanele de navigare înainte/înapoi și suport pentru protocoalele de rețea care permit partajarea de fișiere între computere, cum ar fi FTP, Samba sau NFS.

## Exemple

### Interfață text

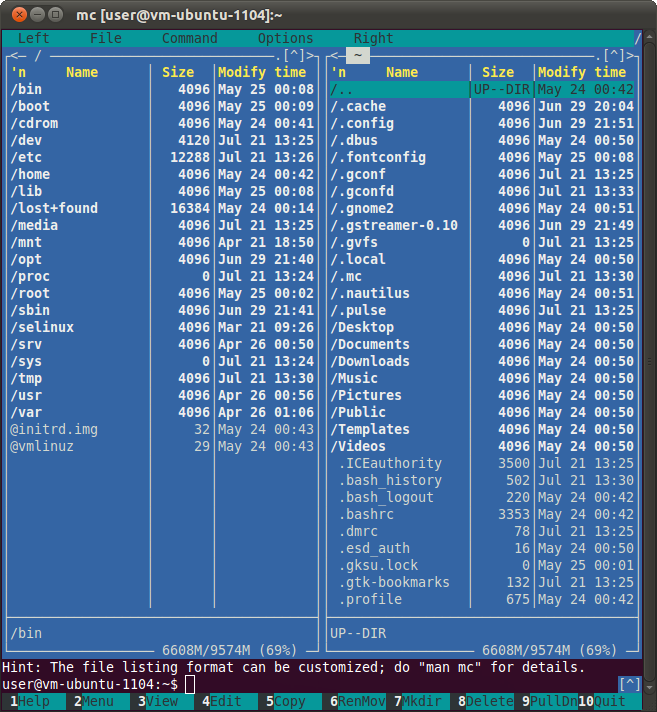
Midnight Commander 4.7.0.9

Pentru GNU/Linux
- Clex
- Dired
- FDclone
- Last File Manager
- Midnight Commander
- nffm
- Pilot
- Ranger
- Vifm [2]

Pentru MS-DOS
- Dos Navigator

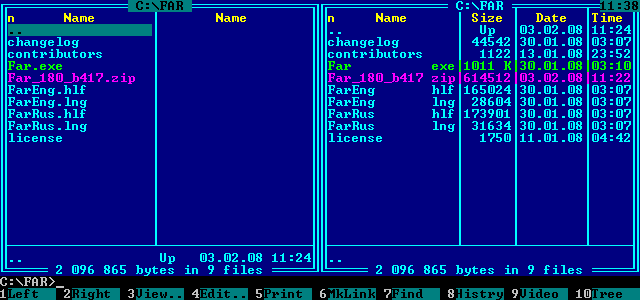
FAR Manager

- FAR Manager (File and ARchive Manager)
- File Commander
- NexusFile
- Norton Commander
- PathMinder
- Volkov Commander
- XTree
- ZTreeWin

### Interfață GUI
Pentru GNU/Linux
- 4Pane
- BSCommander

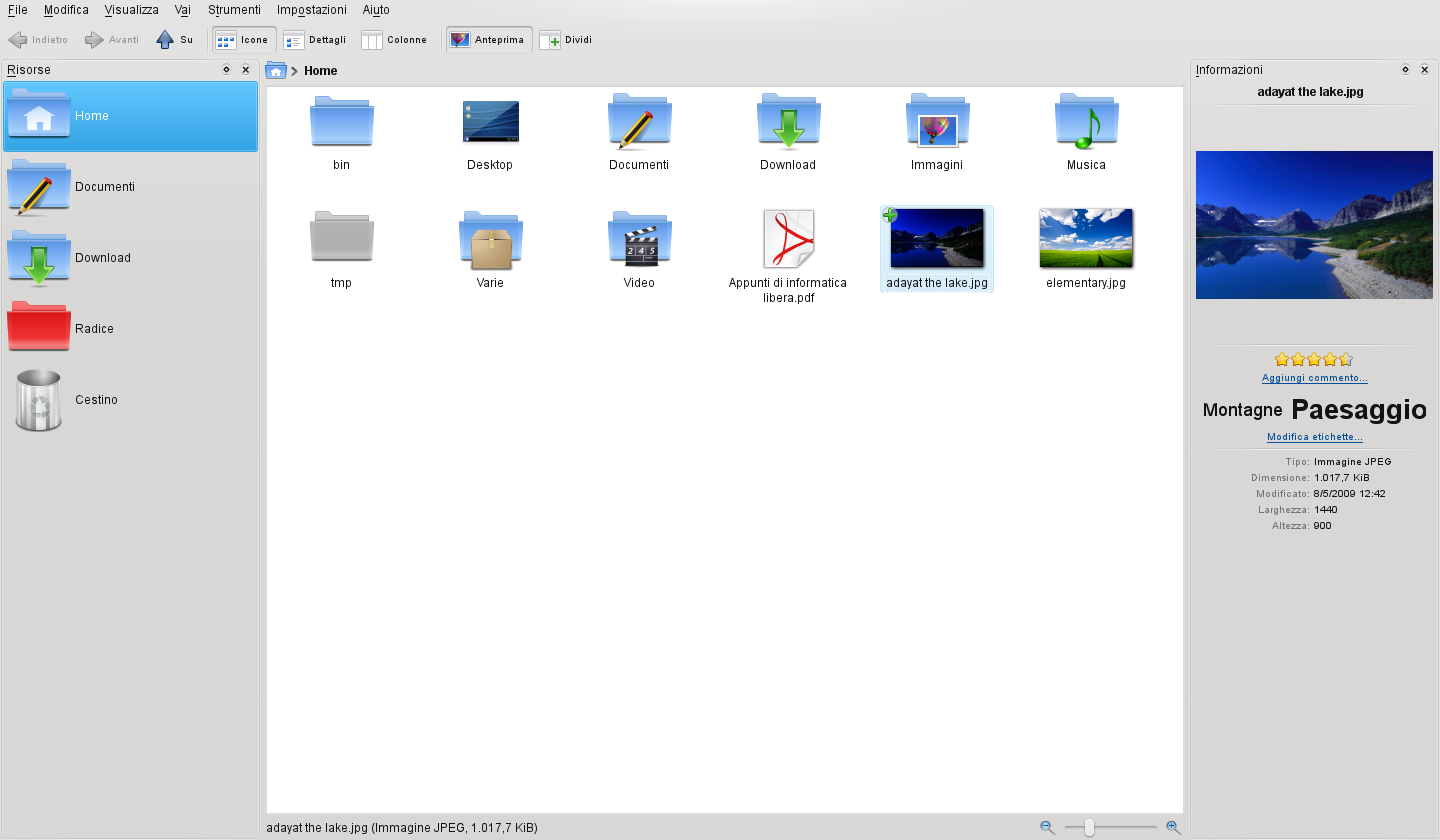
Dolphin

- Caja, managerul de fișiere din MATE
- Deepin File Manager
- Dolphin, inclus în KDE, cu funcție de browser
- Double Commander, inspirat din Total Commander
- EmelFM2
- filerunner
- gentoo, bazat pe GTK+ 2
- GNOME Commander pentru GNOME
- GNOME Files, înlocuiește Nautilus ca implicit în GNOME

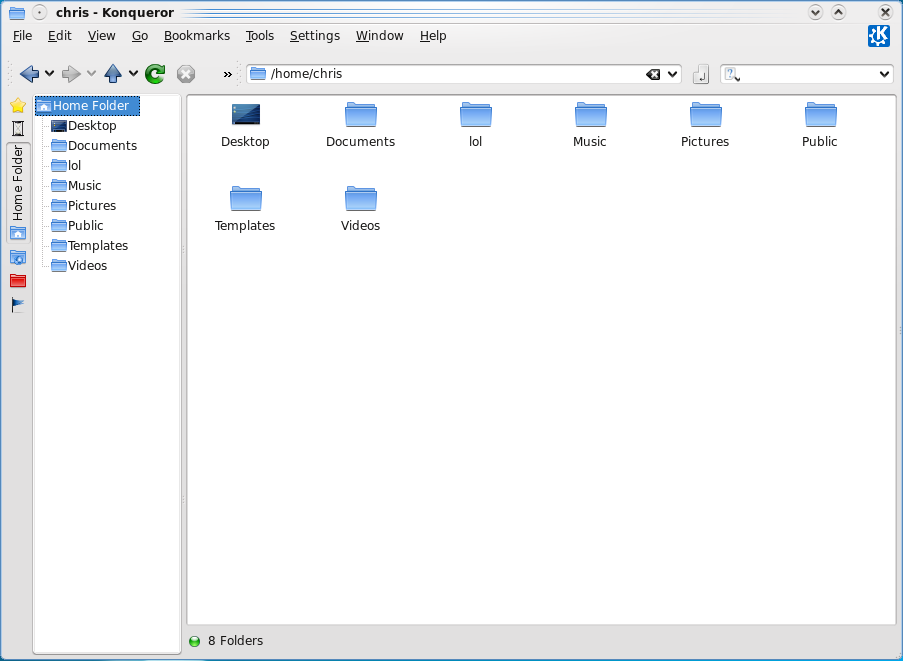
Konqueror 4.2

- Konqueror pentru KDE, cu funcție de browser
- Krusader, asemănător Midnight Commander pentru KDE
- muCommander, scris în Java
- Nemo, pentru Cinnamon, derivat din Nautilus

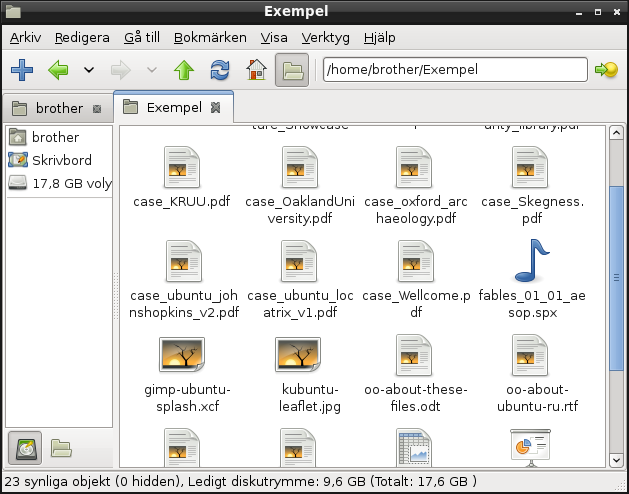
PCMan File Manager

- PCManFM
- qtFM bazat pe Qt
- ROX Filer
- SpaceFM, scris în GTK+
- Sunflower  cu suport pentru plugins
- Thunar, implicit în XFCE.
- trolCommander, scris în in Java, successor al muCommander
- Tux Commander, similar cu Total Commander sau Midnight Commander
- Worker
- Xfe, asemănător File Explorer din Windows. [3]

Pentru Windows
- AB Commander
- Altap Salamander
- Directory Opus,  cu funcție de browser
- Double Commander
- Explorer++
- File Explorer
- File Manager
- Free Commander
- Multi Commander
- Nomad.NET Arhivat în 4 mai 2009, la Wayback Machine.
- One Commander
- PathMinder
- Q-Dir
- Saladin
- SpeedCommander
- Total Commander
- Unreal Commander
- WinNc
- XYplorer [4]

Pentru MacOS
- Commander One
- DCommander
- Disk Order Arhivat în 6 februarie 2018, la Wayback Machine.
- ForkLift
- Macintosh Explorer
- Finder, implicit în MacOs
- Path Finder
- TotalFinder
- Total Manager
- XCommander
- Xfile